# Enzo Cornelisse
Enzo Cornelisse, né le 29 juin 2002 à Arnhem aux Pays-Bas, est un footballeur néerlandais qui évolue au poste de défenseur central au Vitesse Arnhem.

## Biographie

### En club
Né à Arnhem aux Pays-Bas, Enzo Cornelisse est formé par le Vitesse Arnhem, qui lui fait signer son premier contrat professionnel à l'âge de ses 17 ans, le 26 juin 2020. 
Après avoir fait la préparation d'avant-saison avec le groupe professionnel durant l'été, Cornelisse est promu en équipe première en août 2020. Il joue son premier match en professionnel avec le Vitesse, le 3 octobre 2020, lors d'une rencontre d'Eredivisie contre l'Heracles Almelo. Il entre en jeu à la place de Thomas Bruns, et son équipe s'impose sur le score de trois buts à zéro.
Le 30 juin 2021, Cornelisse est récompensé par un nouveau contrat avec son club formateur. Il prolonge de trois saisons supplémentaires, soit jusqu'en juin 2024.
Pour ses débuts en professionnel, Cornelisse se contente souvent d'un rôle de remplaçant. La concurrence est forte à son poste au Vitesse avec notamment la présence de Danilho Doekhi, Jacob Rasmussen et ensuite Riechedly Bazoer. Malgré ses envies de départs en raison de son manque de temps de jeu, notamment en janvier 2022, le club le retient, souhaitant le conserver en cas de départ de l'un de ses titulaires.

### Vie privée
Enzo Cornelisse est issu d'une famille de footballeurs. Il est le fils de Tim Cornelisse, ancien arrière droit notamment passé par le Vitesse Arnhem, et donc le neveu de Yuri Cornelisse, lui aussi ancien professionnel, qui a joué en tant qu'ailier droit.